# 伊萬尼夫卡 (羅日謝市鎮)
51°5′25″N 25°16′27″E / 51.09028°N 25.27417°E
伊萬尼夫卡（烏克蘭語：Іванівка）是位於烏克蘭西北部的村莊，由沃倫州盧茨克區的羅日謝市鎮負責管轄。該村始建於1946年，面積0.76平方公里，海拔高度171米，2001年人口287，人口密度每平方公里377.63人。